# The Dancer of Paris
Pour plus de détails, voir Fiche technique et Distribution.
The Dancer of Paris est un film américain réalisé par Alfred Santell et sorti en 1926. Plusieurs scènes ont été coupées par les bureaux de censure de différents états lors de sa sortie.

## Synopsis
Consuelo Cox cède aux avances de Sir Roy Martel, mais l'entend ensuite dire qu'il n'a pas vraiment l'intention de l'épouser et découvre que son amour pour elle n'est pas sincère. Elle rompt ses fiançailles et jure de se venger, jurant de le ruiner. Consuelo monte à Paris, devient danseuse professionnelle à la Boule Rouge et trouve un appartement en face de celui de Sir Roy. Lors d'un enterrement de vie de garçon où elle se produit, Consuelo tombe amoureuse de Noel Anson, un ami de ses oncles. Sir Roy, mourant dans son appartement, l'appelle. Elle danse pour lui jusqu'à ce qu'il meure, puis tombe dans les bras de Noel.

## Fiche technique
- Réalisation : Alfred Santell
- Scénario : Michael Arlen
- Production : First National Pictures
- Genre : Drame[2]
- Durée : 70 minutes (7 bobines)[3]
- Date de sortie : 28 février 1926

## Distribution

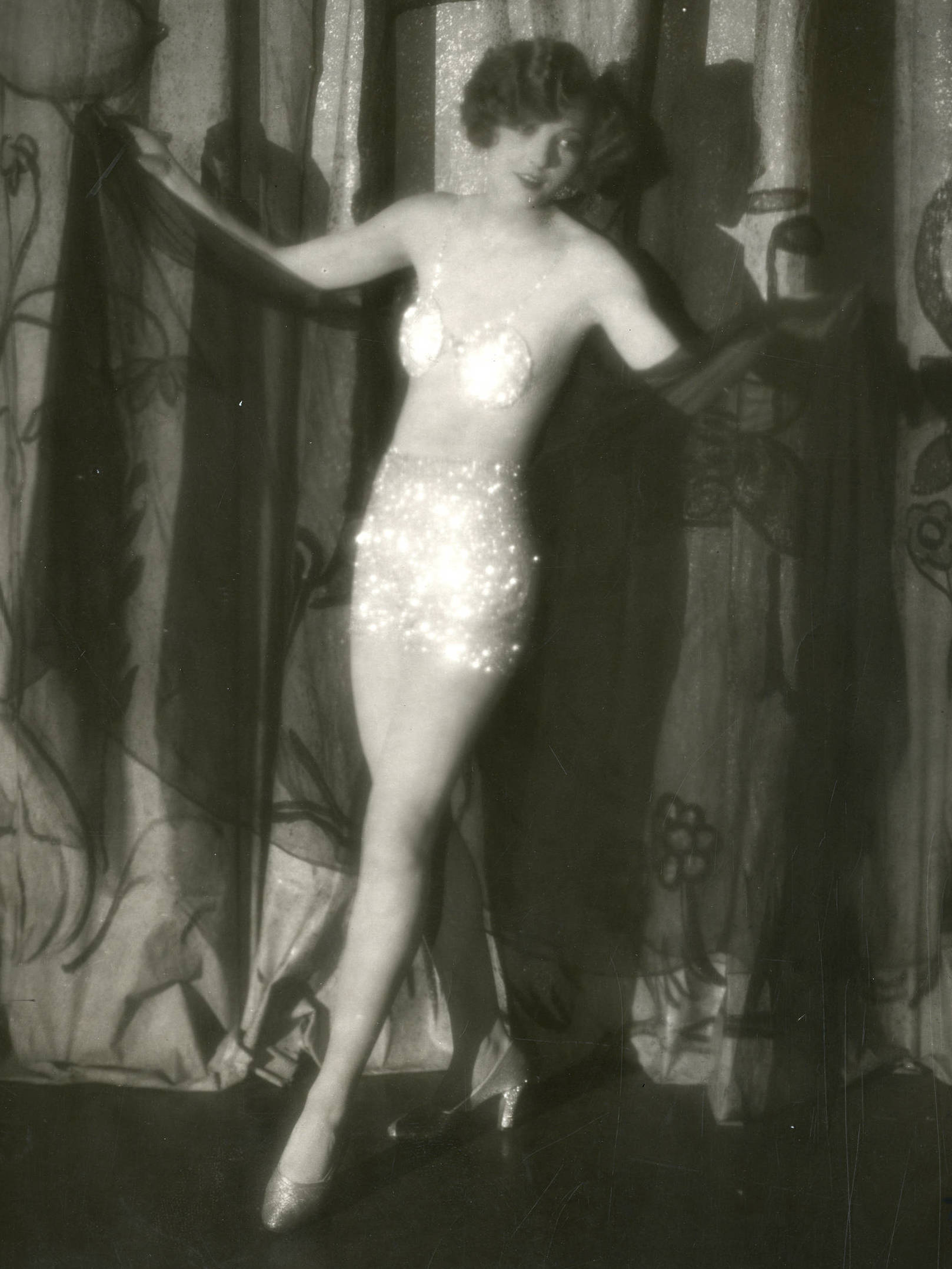
Dorothy Mackaill dans une scène du film.

- Conway Tearle : Noel Anson
- Dorothy Mackaill : Consuelo Cox
- Robert Cain : Sir Roy Martel
- Henry Vibart : Docteur Frank
- Paul Ellis : Cortez
- Frances Miller : Mammy